# Place Monge (métro de Paris)
Pour les articles homonymes, voir Place Monge.
Place Monge est une station de la ligne 7 du métro de Paris, située dans le 5e arrondissement de Paris.

## Situation
La station est implantée en plein milieu du 5e arrondissement de Paris, sous la rue Monge au nord-est de la place éponyme que cette rue tangente à l'est. Orientée selon un axe nord-sud, elle s'intercale entre les stations Jussieu et Censier - Daubenton. En direction de Mairie d'Ivry et Villejuif - Louis Aragon, elle est précédée d'un raccordement avec la ligne 10, lequel fut emprunté en service commercial durant un an, de 1930 à 1931, lorsque cette ligne avait pour terminus Porte de Choisy.

## Histoire
La station est ouverte le 15 février 1930 avec la mise en service du troisième prolongement de la ligne 10 depuis Odéon jusqu'à Place d'Italie.
Le 26 avril 1931, elle est transférée à la ligne 7, qui effectue alors le trajet de Pré-Saint-Gervais ou de Porte de la Villette jusqu'au terminus sud de Porte d'Ivry, lequel est inauguré à la même date, tandis que la ligne 10 est redirigée vers le terminus provisoire de Jussieu.
Elle doit sa dénomination à son implantation sous la place Monge d'une part et la rue Monge d'autre part, ces deux voies rendant hommage à Gaspard Monge (1746-1818), mathématicien français qui a permis la construction de l'École normale supérieure et fondé l'École polytechnique.
La station porte comme sous-titre Jardin des Plantes – Arènes de Lutèce, du fait de sa proximité avec le Jardin des plantes d'une part, siège et principal site du Muséum national d'histoire naturelle, et les arènes de Lutèce d'autre part, ancien amphithéâtre gallo-romain. Ce sous-titre est toutefois absent des quais, la typographie incorporée à la faïence murale s'y prêtant mal.
Comme un tiers des stations du réseau entre 1974 et 1984, les quais sont modernisés par l'adoption du style décoratif « Andreu-Motte », de couleur orange avec la conservation des faïences biseautées d'origine en l'occurrence. Dans le cadre du programme « Renouveau du métro » de la RATP, les couloirs de la station sont rénovés à leur tour le 22 mai 2007.

### Fréquentation
Selon les estimations de la RATP, la station a vu entrer 2 828 772 voyageurs en 2019, ce qui la place à la 188e position des stations de métro pour sa fréquentation sur 302,. En 2020, avec la crise du Covid-19, son trafic annuel tombe à 1 269 871 voyageurs, la reléguant alors au 202e rang, avant de remonter progressivement en 2021 avec 1 837 996 entrants comptabilisés, ce qui la classe à la 196e position des stations du réseau pour sa fréquentation cette année-là.

## Services aux voyageurs

### Accès
La station dispose de deux accès répartis en trois bouches de métro :
- l'accès 1 « Place Monge » consistant en un escalier fixe orné d'une balustrade et d'un candélabre de type Dervaux, se trouvant au nord-est de la place, et une sortie avec entourage dû à Joseph Cassien-Bernard comportant deux escaliers mécaniques débouchant au sud-est de ladite place ;
- l'accès 2 « Rue de Navarre », doté d'un édicule original muni de deux entrées dont l'architecture fait écho à celle des arènes de Lutèce, se situant sur le trottoir pair de la rue de Navarre, attenant au square des arènes de Lutèce et square Capitan.

Accès à la station
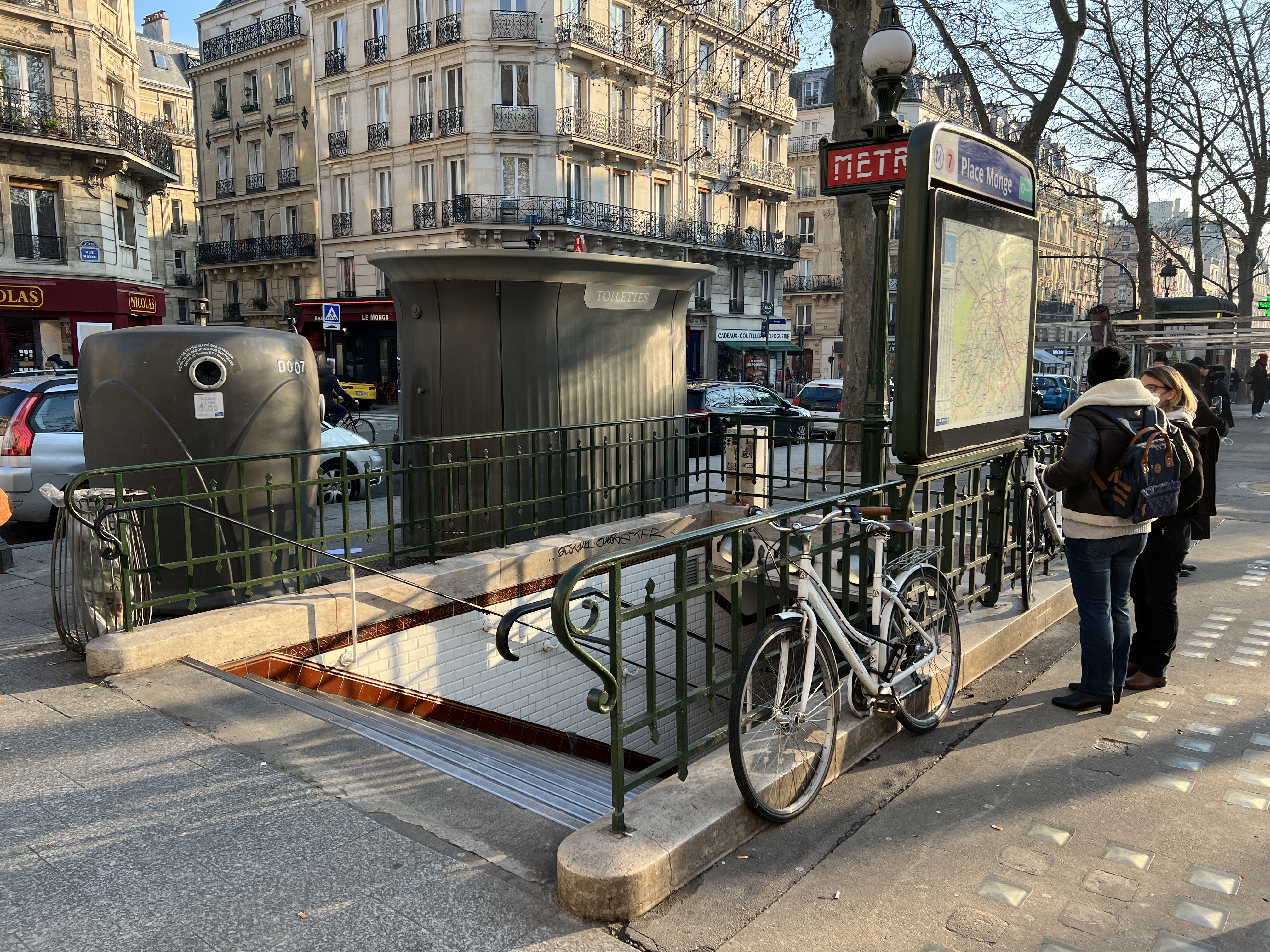
L'accès no 1 « Place Monge ».
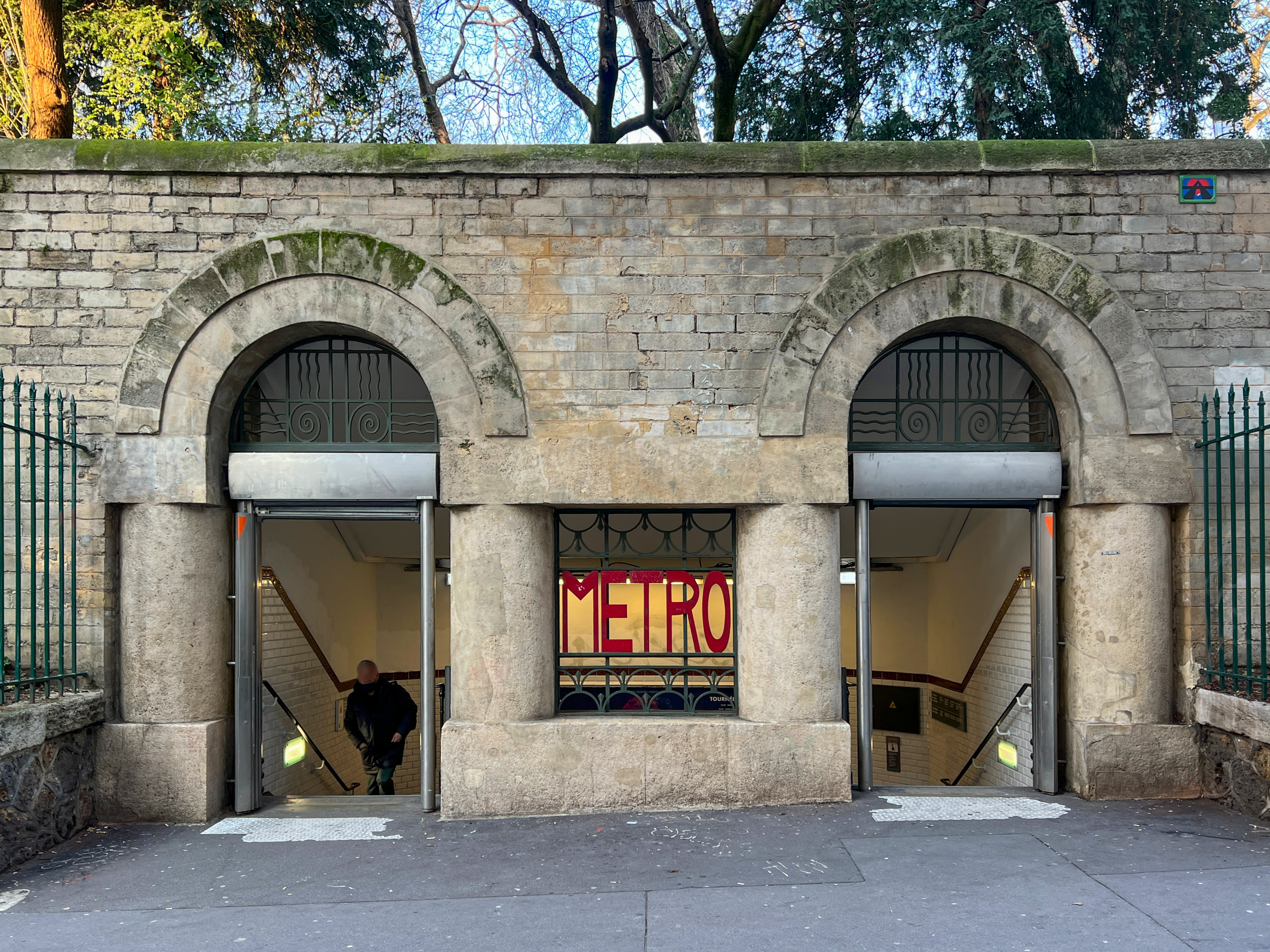
L'accès no 2 « Rue de Navarre ».

### Quais
Place Monge est une station de configuration standard : elle possède deux quais séparés par les voies du métro et la voûte est elliptique. La décoration est de style « Andreu-Motte » avec deux rampes lumineuses orange-marron, des banquettes traitées en carrelage marron plat et des sièges « Motte » orange. Ces aménagements sont mariés avec les carreaux en céramique blancs biseautés qui recouvrent les piédroits, la voûte, les tympans ainsi que les débouchés des couloirs. Les cadres publicitaires sont en faïence de couleur miel à motifs végétaux et le nom de la station est également incorporé dans la céramique murale, selon le style décoratif d'entre-deux-guerres de la CMP d'origine.
Les quais ont été conçus afin d'accueillir des trains de 105 mètres de long, mais seuls 75 mètres sont effectivement utilisés, comme pour l'ensemble des stations de la ligne 7 comprises entre Sully - Morland et Mairie d'Ivry. Un appareil de voie est implanté à l'extrémité nord de la station dans la partie inutilisée des quais, cas très rare sur le réseau que l'on retrouvait également à la station Saint-Lazare de la ligne 14 jusqu'en 2020.

### Intermodalité
La station est desservie par la ligne 47 du réseau de bus RATP et, la nuit, par les lignes N15 et N22 du réseau Noctilien.

## À proximité
- Square des arènes de Lutèce et square Capitan
- Arènes de Lutèce
- Rue Mouffetard
- Grande mosquée de Paris
- Jardin des plantes
- Muséum national d'histoire naturelle

## Filmographie
Uns scène du film Le Petit Nicolas sorti en 2009 a été tournée devant l'édicule atypique de la station, débouchant dans la rue de Navarre.

Galerie de photographies
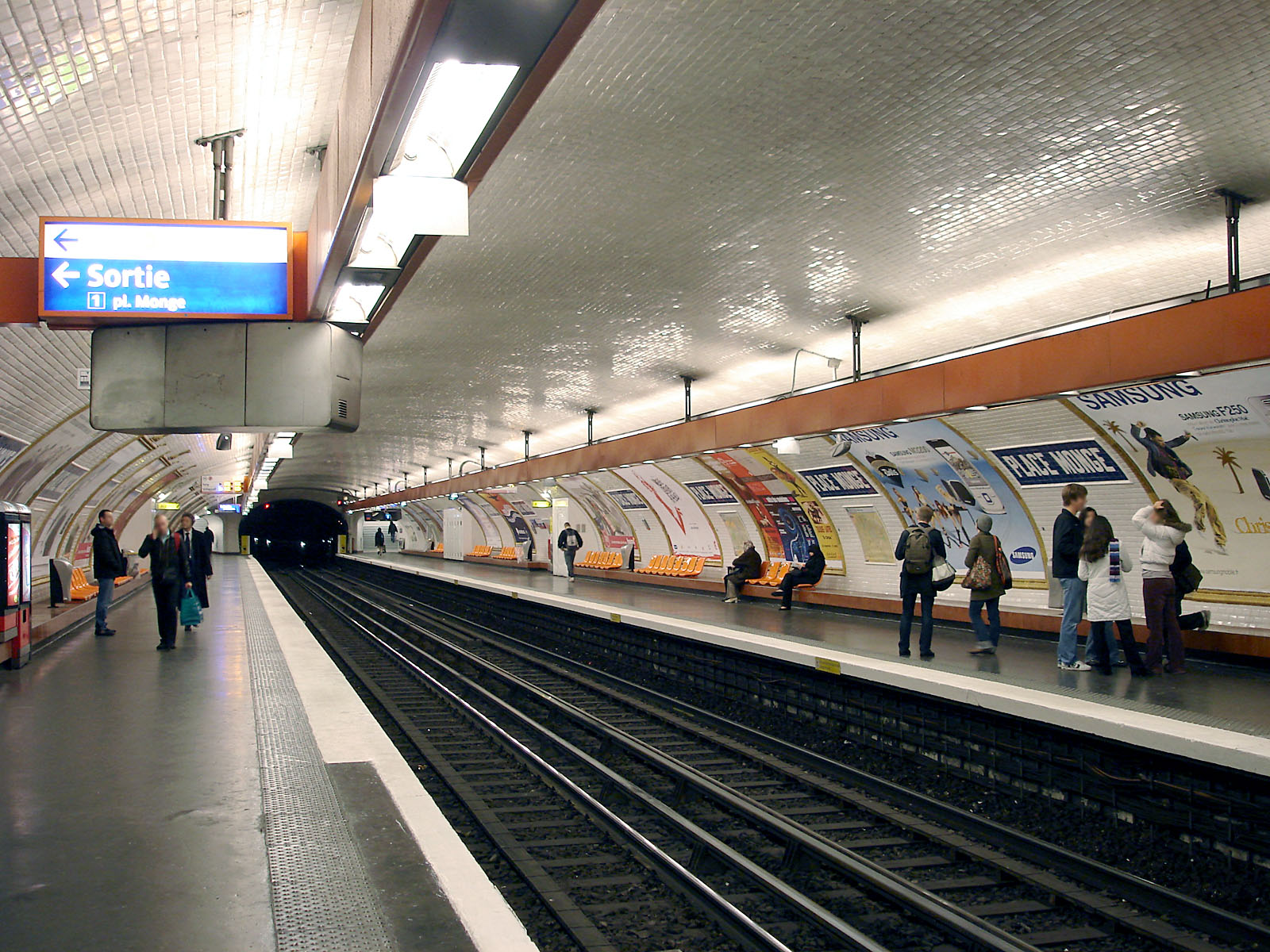
Quais de la station en direction du nord.
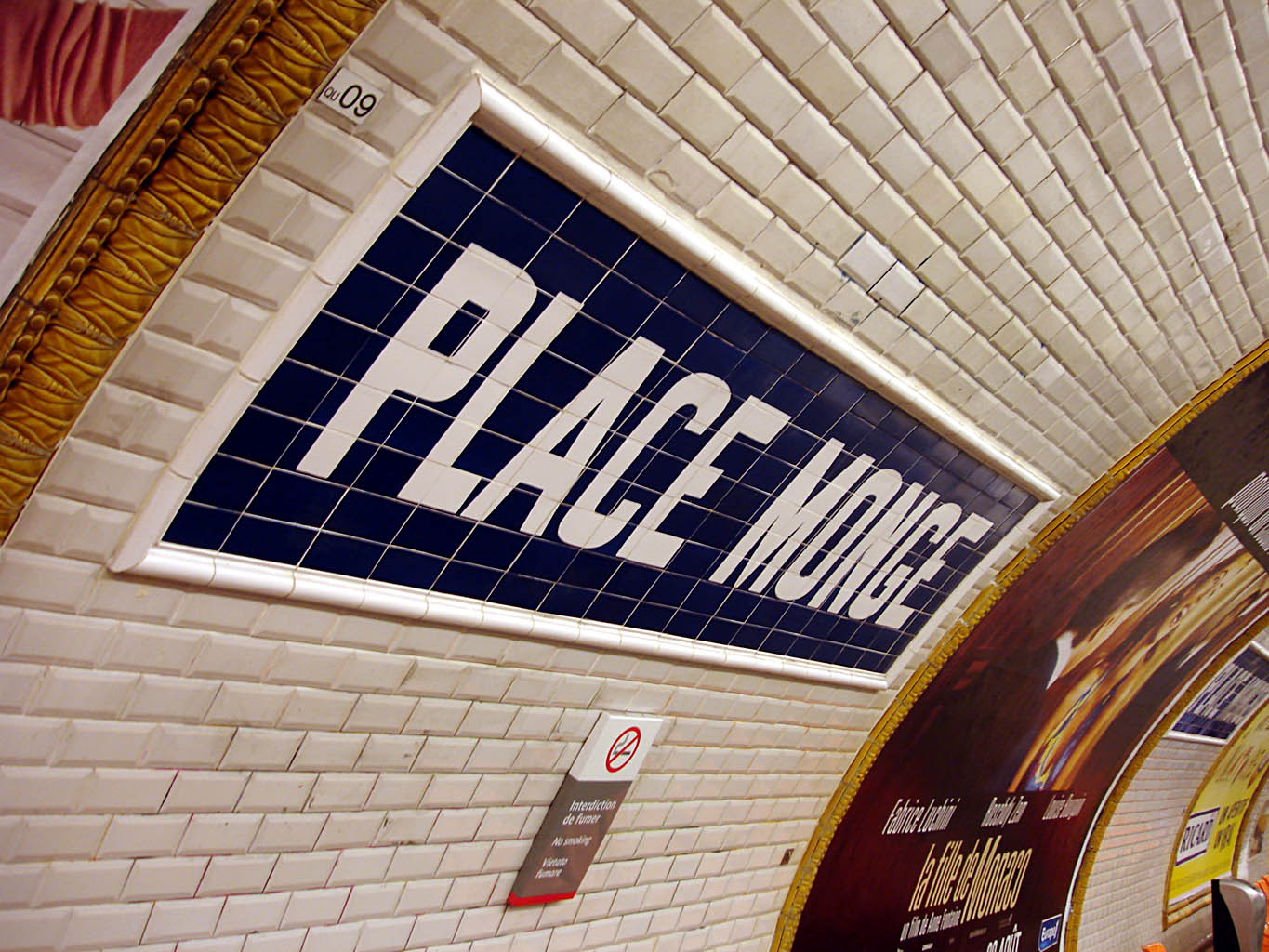
Nom de la station en carreux de faïence.
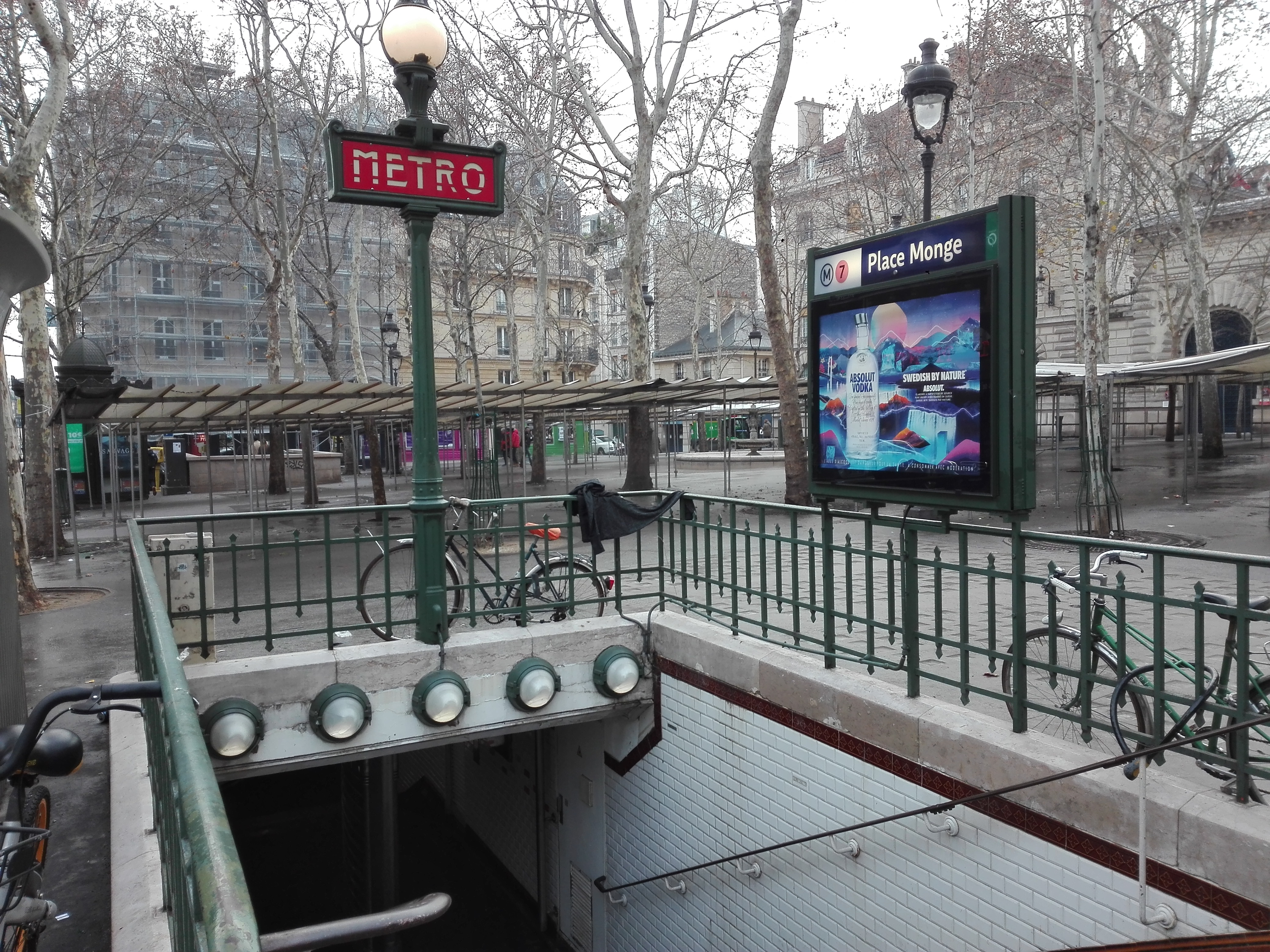
Entrée principale de la station sur la place Monge.
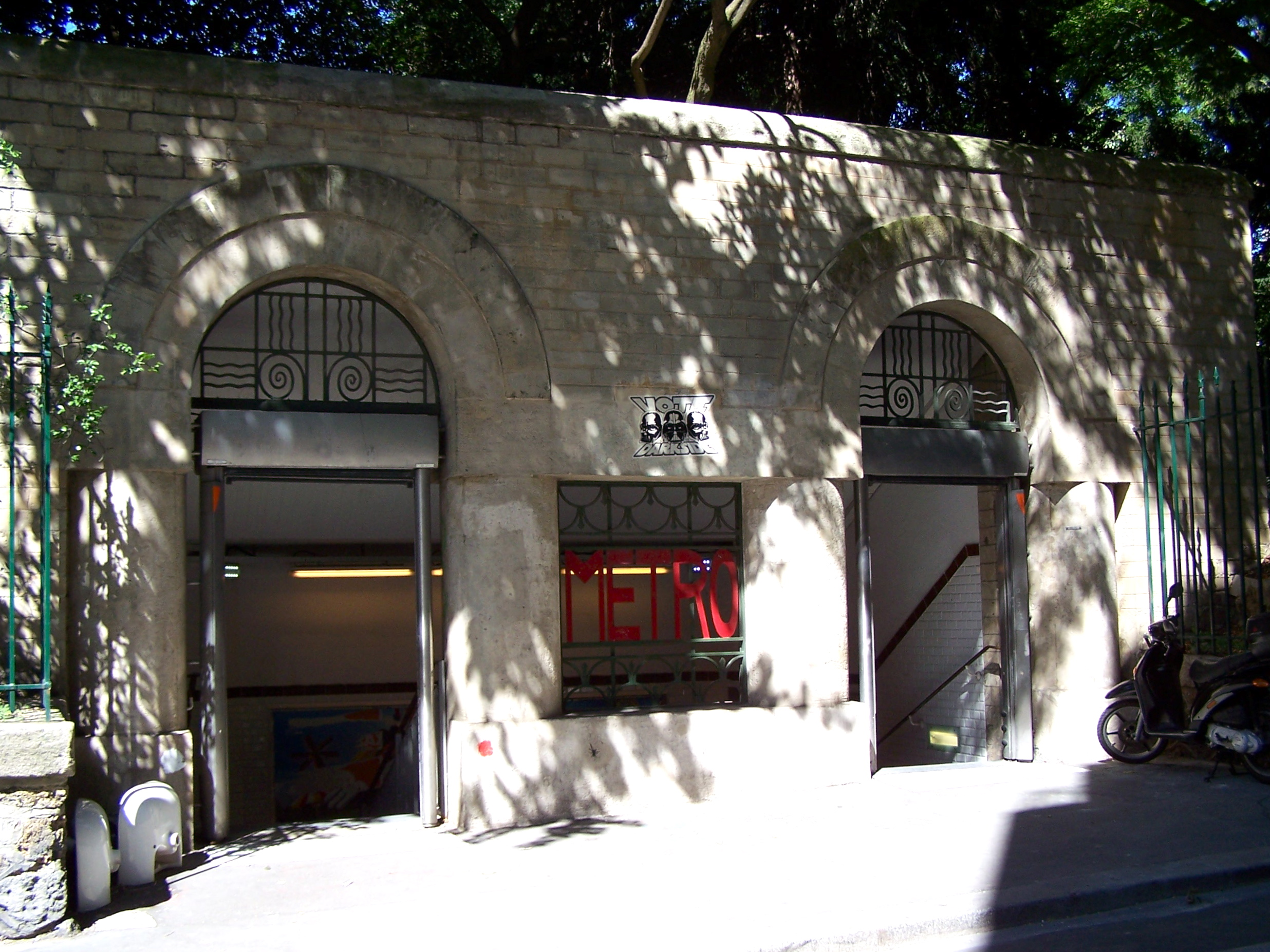
Édicule particulier, rue de Navarre.